# Premier Division 2024-2025 (Antigua e Barbuda)
La Premier Division 2024-2025 è stata la cinquantaduesima edizione della massima serie del campionato antiguo-barbudano di calcio. Il campionato è iniziato il 19 ottobre 2024 e si è concluso il 29 marzo 2025. 
La squadra campione in carica era l'All Saints United, che ha vinto il suo primo titolo nazionale nella stagione 2023-2024 e che si è riconfermato vincendo il suo secondo campionato. 

## Stagione

### Aggiornamenti
Dalla stagione precedente sono state retrocesse Empire, Tryum, Ottos Rangers e SAP, ultime quattro classificate in campionato, insieme con gli Swetes, sconfitti negli spareggi promozione/retrocessione. Al loro posto, in virtù di una riforma del campionato che ha ridotto il numero di squadre partecipanti da 16 a 14, sono stati promossi Attacking Saints, Five Islands e Potters Tigers, prime tre classificate della First Division.

### Formula
Le 14 squadre partecipanti giocano un girone parziale, per un totale di 19 giornate. Al termine del campionato, la prima classificata è campione di Antigua e Barbuda e si qualifica per il CFU Club Shield 2025, mentre le ultime quattro classificate sono retrocesse in First Division.

## Squadre partecipanti
| Club              | Città              | Stagione precedente           |
| ----------------- | ------------------ | ----------------------------- |
| All Saints United | All Saints Village | Campione di Antigua e Barbuda |
| Attacking Saints  | Saint John's       | First Division                |
| Five Islands      | Saint John's       | First Division                |
| Garden Stars      | Parham             | 7° in Premier Division        |
| Green City        | Saint Mary         | 9° in Premier Division        |
| Grenades          | Saint John's       | 2° in Premier Division        |
| Hoppers           | Saint John's       | 5° in Premier Division        |
| John Hughes       | Saint Mary         | 8° in Premier Division        |
| Old Road          | Saint Mary         | 3° in Premier Division        |
| Parham            | Parham             | 11° in Premier Division       |
| Pigotts Bullets   | Piggotts           | 6° in Premier Division        |
| Potters Tigers    | Saint John's       | First Division                |
| Villa Lions       | Saint John's       | 4° in Premier Division        |
| Willikies         | Willikies          | 10° in Premier Division       |

## Classifica
|                              | Pos. | Squadra           | Pt | G  | V  | N | P  | GF | GS | DR  |
| ---------------------------- | ---- | ----------------- | -- | -- | -- | - | -- | -- | -- | --- |
| Antigua e Barbuda (bandiera) | 1.   | All Saints United | 52 | 19 | 17 | 1 | 1  | 60 | 22 | +38 |
|                              | 2.   | Grenades          | 45 | 19 | 14 | 3 | 2  | 69 | 17 | +52 |
|                              | 3.   | Old Road          | 37 | 19 | 12 | 1 | 6  | 49 | 20 | +29 |
|                              | 4.   | Garden Stars      | 37 | 19 | 11 | 4 | 4  | 36 | 21 | +15 |
|                              | 5.   | Villa Lions       | 36 | 19 | 11 | 3 | 5  | 51 | 31 | +20 |
|                              | 6.   | Pigotts Bullets   | 34 | 19 | 11 | 1 | 7  | 37 | 20 | +17 |
|                              | 7.   | John Hughes       | 24 | 19 | 7  | 3 | 9  | 24 | 30 | -6  |
|                              | 8.   | Potters Tigers    | 24 | 19 | 7  | 3 | 9  | 31 | 45 | -14 |
|                              | 9.   | Green City        | 23 | 19 | 7  | 2 | 10 | 25 | 33 | -8  |
|                              | 10.  | Attacking Saints  | 19 | 19 | 5  | 4 | 10 | 28 | 48 | -20 |
|                              | 11.  | Five Islands      | 17 | 19 | 5  | 2 | 12 | 27 | 55 | -28 |
|                              | 12.  | Parham            | 13 | 19 | 4  | 1 | 14 | 24 | 52 | -28 |
|                              | 13.  | Willikies         | 11 | 19 | 3  | 2 | 14 | 17 | 49 | -32 |
|                              | 14.  | Hoppers           | 11 | 19 | 3  | 2 | 14 | 22 | 57 | -35 |

Legenda:
      Campione di Antigua e Barbuda e ammessa al CFU Club Shield 2025.
 Retrocessione diretta.